# Jonathan Medrano
Jonathan Michel Medrano Romero (12 de mayo de 1995, Durango, Durango, México) es un futbolista mexicano que juega como mediocampista y actualmente se encuentra sin equipo.

## Trayectoria

### Alacranes de Durango
Para la temporada 2014-15 se da su llegada a los Alacranes de Durango. Su primer partido con el equipo se da el 14 de noviembre ante el Tampico Madero FC arrancando como titular y saliendo de cambio al minuto 45', el partido terminó con victoria para su equipo por marcador de 3-1. Su equipo terminó en la décima posición de la liga logrando así quedar eliminados de la liguilla.
Dentro de esa temporada disputó ocho partidos en el Clausura 2015, al final su equipo terminó en el puesto 25 en liga y en la posición 24 en la tabla de cociente.

## Estadísticas
Actualizado al último partido jugado el 8 de agosto de 2019.
| Alacranes · México                                     | 3ª            | 2014-15       | 9  | 0 | - | - | - | - | 9  | 0 |
| Alacranes · México                                     | 3ª            | 2015-16       | 3  | 0 | - | - | - | - | 3  | 0 |
| Alacranes · México                                     | 3ª            | 2016-17       | 5  | 0 | - | - | - | - | 5  | 0 |
| Alacranes · México                                     | 3ª            | 2017-18       | 4  | 0 | - | - | - | - | 4  | 0 |
| Alacranes · México                                     | Total club    | Total club    | 21 | 0 | 0 | 0 | 0 | 0 | 21 | 0 |
| Total carrera                                          | Total carrera | Total carrera | 21 | 0 | 0 | 0 | 0 | 0 | 21 | 0 |
| (1)Incluye datos de la Copa México (2)Incluye datos de |               |               |    |   |   |   |   |   |    |   |